# Paulaner Würste
Paulaner Würste, auch Paulaner Würstchen sind eine Spezialität der Wiener Küche; es sind panierte und frittierte Bratlinge, die aus einer krokettenartig geformten Fischmasse (Hecht oder Zander) bestehen.  

## Zubereitung
Die Masse wird je nach Rezept hergestellt, wobei immer Hecht- oder Zanderfilet verwendet wird. Nach dem Panieren werden die Bratlinge in siedendem Schmalz ausgebacken.
Manche Rezepte beschreiben die Würstchen auch als in Därme gefüllte Fischbrät, die in Wasser gar gekocht werden.
Serviert werden die Würstchen traditionell zusammen mit Erdäpfelsalat.

## Entstehungsgeschichte
Vermutet wird eine Entstehung des Gerichts im damaligen Kloster der in Wien ansässigen Paulanermönche vor 1784 (Aufhebung des Ordens in Österreich). Da ihnen per Gelübde untersagt war, Fleisch zu essen, hielten sie zu ihrer Nahrungsmittelversorgung Fischteiche auf ihren Klostergründen. Diese Teiche beinhalteten überwiegend Karpfen und Hechte. 
Da aber die Mönche auf einen optischen Fleischgenuss aus waren, formten sie ihren Fisch gerade so, dass er Fleisch am nächsten kam. Mit der Paulaner Brauerei hat das Gericht nichts zu tun.